# Bandeira das Seicheles
A atual Bandeira das Seicheles foi adotada em 5 de janeiro de 1996.
Os habitantes de dizem que as bandas oblíquas simbolizam um país dinâmico em constante movimento para o futuro. A banda azul representa o mar e o céu, a amarela o sol que ilumina o arquipélago, a vermelha representa a gente e seu trabalho em união para o futuro. A banda branca representa a justiça social e a harmonia , a verde representa o entorno natural.

## Bandeiras anteriores
- Bandeira das Seicheles de 1976 a 1977
- Bandeira das Seicheles de 1977 a 1996